# Manuel Gregório de Sousa Pereira de Sampaio

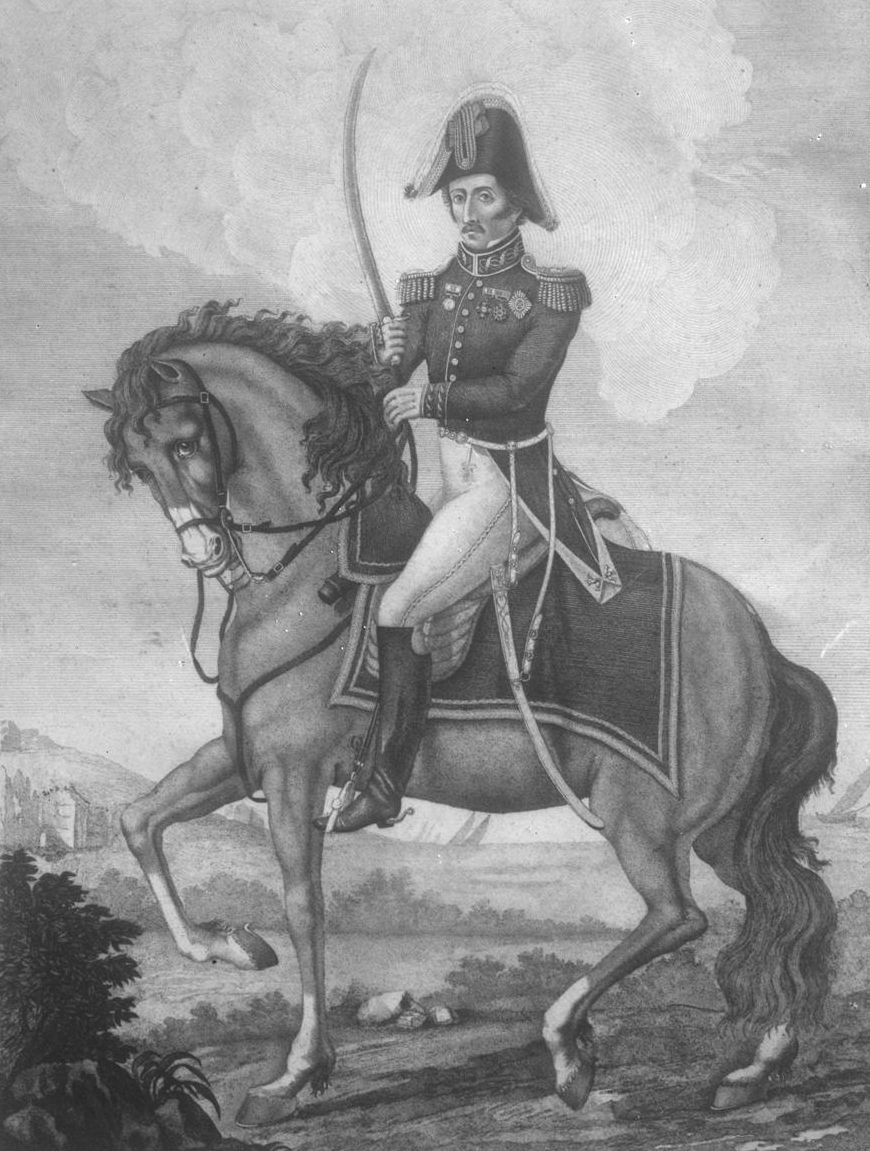
Vizconde de Santa Marta en la década de 1820

Manuel Gregorio de Sousa Pereira de Sampaio, primer vizconde de Santa Marta ( Vila Pouca de Aguiar, 29 de noviembre de 1766 - Vila Pouca de Aguiar, 21 de octubre de 1844) fue un líder militar y noble portugués, que sirvió en el bando miguelista en las Guerras Liberales de Portugal.
Luchó contra los franceses en la Guerra Peninsular, donde levantó un cuerpo de voluntarios en el norte y posteriormente fue gobernador militar de Vila Real. Por sus servicios, recibió el título de Vizconde de Santa Marta en 1823.
En 1824 jugó un papel importante en la Revuelta de Abril y en 1828 al estallar la guerra civil se unió al campo miguelista . 
En 1832, dirigió las fuerzas miguelistas en el Sitio de Oporto, junto con el general Póvoas. Por su criterio prudente y rivalidad con el general Póvoas, fue relevado del mando en febrero de 1833. Se retiró de la vida pública y murió en 1844.
Le sucedió como vizconde de Santa Marta su hijo José de Sousa Pereira de Sampaio Vaía, quien también luchó en el sitio de Oporto, y murió sin hijos en 1847.

## Fuente
Prensa Do Douro